# Обмінна взаємодія
Обмі́нна взаємоді́я — особливий, властивий лише квантовій механіці, внесок в енергію багаточасткової системи, пов'язаний із ідентичністю часток.

## Суть явища
За своєю природою обмінна взаємодія не є окремим типом взаємодії, на кшталт гравітаційної, сильної чи слабкої взаємодії. Обмінна взаємодія виникає як наслідок нерозрізнюваності частинок у квантовій механіці і реалізується через кулонівську взаємодію. Обмінна взаємодія є винятково квантовим явищем і не має аналога в класичній фізиці.
Дві ідентичні квантовомеханічні частинки неможливо жодним чином розрізнити, чи навіть пронумерувати, оскільки жодна з частинок не має чітко визначеної траєкторії. Квантовомеханічну частинку, наприклад, електрон, можна уявити собі у вигляді хмарки. Дві такі хмарки настільки схожі між собою, що абсолютно неможливо сказати, де перший електрон, а де другий, особливо в разі, коли хмарки перекриваються.
При розрахунку взаємодії ідентичних часток їх все ж нумерують, але в такому разі математичний вираз для енергії містить додаткові члени, які враховують можливість того, що частинки зовсім несподівано «перестрибують» від атома до атома, міняючись місцями з іншими електронами. Ці додаткові внески до енергії багаточасткової системи називають обмінною взаємодією.

## Значення в природі
Наслідки, до яких приводить обмінна взаємодія, неможливо недооцінити. Без обмінної взаємодії наш світ був би геть іншим. Найголовнішим наслідком обмінної взаємодії є те, що ковалентні зв'язки між атомами мають властивість насичуватися. Одиничний зв'язок утворюється двома й тільки двома електронами. Подвійний зв'язок потребує чотирьох електронів і т. д.. Інші електрони відштовхуються від таких зв'язків завдяки обмінній взаємодії.
Обмінна взаємодія між електронами залежить від орієнтації спінів електронів і може мати різний знак, тобто наслідком обмінної взаємодії може бути або відштовхування, або притягання між електронами з однаковою або протилежною орієнтацією спінів. Здебільшого електрони із протилежною орієнтацією спінів мають меншу енергію, але це не є універсальним правилом. Для деяких речовин, наприклад заліза, принаймні для частини електронів виникає ситуація, коли їхнім спінам вигідно орієнтуватися однаково. Такі системи мають магнітний момент навіть без зовнішнього магнітного поля, утворюючи постійні магніти.

## Математичне формулювання
Хвильова функція двох ідентичних квантовомеханічних часток повинна бути або симетричною або антисиметричною відносно перестановки. Зокрема, для електронів хвильова функція завжди антисиметрична. Проте координатна частина хвильової функції двох електронів може бути як симетричною, так і антисиметричною й мати вигляд детермінанта Слейтера
{\displaystyle \phi ={\frac {1}{\sqrt {2}}}(\phi _{1}(\mathbf {r} _{1})\phi _{2}(\mathbf {r} _{2})\pm \phi _{1}(\mathbf {r} _{2})\phi _{2}(\mathbf {r} _{1}))},
де {\displaystyle \phi _{1}} і {\displaystyle \phi _{2}} — одночасткові хвильові функції.
Середня енергія оператора взаємодії між двома частками {\displaystyle U(\mathbf {r} _{1}-\mathbf {r} _{2})} в такому стані має вигляд
{\displaystyle U_{12}=A_{12}\pm J_{12}},
де
{\displaystyle A_{12}=\int \int U(\mathbf {r} _{1}-\mathbf {r} _{2})|\phi _{1}(\mathbf {r} _{1})|^{2}|\phi _{2}(\mathbf {r} _{2})|^{2}dV_{1}dV_{2}}
є звичайною класичною взаємодією, а
{\displaystyle J_{12}=\int \int U(\mathbf {r} _{1}-\mathbf {r} _{2})\phi _{1}(\mathbf {r} _{1})\phi _{1}^{*}(\mathbf {r} _{2})\phi _{2}(\mathbf {r} _{2})\phi _{2}^{*}(\mathbf {r} _{1})dV_{1}dV_{2}}
називається обмінним інтегралом і описує обмінну взаємодію.
Обмінну взаємодію можна записати за допомогою обмінного оператора, виразивши через оператори спіну.
{\displaystyle {\hat {V}}_{ex}=-{\frac {1}{2}}J(1+4{\hat {\mathbf {s} }}_{1}\cdot {\hat {\mathbf {s} }}_{2})}.
Аналогічно можна провести узагальнення для систем більшого числа ідентичних часток.
Наприклад, для атома із двома електронами гамільтоніан {\displaystyle H}
{\displaystyle H=H_{0}+H_{1},}
де
{\displaystyle H_{0}=-\sum _{i=1}^{2}({\frac {\hbar ^{2}}{2m_{e}\nabla _{r_{i}}^{2}}}+{\frac {Ze^{2}}{r_{i}}}),\quad \quad \quad H_{1}={\frac {e^{2}}{|{\vec {r}}_{1}-{\vec {r}}_{2}|}},}
{\displaystyle H_{0}} враховує кулонівське притягання {\displaystyle e} до ядра, {\displaystyle H_{1}} — розштовхування електронів, {\displaystyle r_{i}} відповідає положенню відповідного електрону, {\displaystyle |{\vec {r}}_{1}-{\vec {r}}_{2}|} — відстань між електронами. Хвильова функція є добутком просторової хвильової функції {\displaystyle \phi } та спінової функції {\displaystyle {\mathfrak {S}}}. Фермі-статистика вимагає антисиметричності {\displaystyle \phi } по відношенню до переставлення ідентичних частинок із спіном 1/2. Спінова функція триплетному стану (симетричному), хвильова функція буде антисиметричною. Якщо ж спіновий стан синглетний (антисиметричний), то хвильова функція буде симетричною. Через кулонівське розштовхування електронів ({\displaystyle H_{1}}) симетричні й антисиметричні просторові хвильові функції мають різні енергії. Це і є суттю обмінної взаємодії.
Нехай один електрон перебуває переважно в стані {\displaystyle \phi _{100}({\vec {r}}_{1})}, а інший — у збудженому стані {\displaystyle \phi _{nlm}({\vec {r}}_{2}).} Симетрична {\displaystyle \phi _{s}} й антисиметрична {\displaystyle \phi _{a}} хвильові функції мають вигляд
{\displaystyle \phi _{s}={\frac {1}{\sqrt {2}}}[\phi _{100}({\vec {r}}_{1}\cdot \phi _{nlm}({\vec {r}}_{2})+\phi _{100}({\vec {r}}_{2})\cdot \phi _{nlm}({\vec {r}}_{1}))],}
{\displaystyle \phi _{a}={\frac {1}{\sqrt {2}}}[\phi _{100}({\vec {r}}_{1}\cdot \phi _{nlm}({\vec {r}}_{2})-\phi _{100}({\vec {r}}_{2})\cdot \phi _{nlm}({\vec {r}}_{1}))].}
Якщо електрони знаходяться у стані {\displaystyle \phi _{a}}, вони не будуть займати одне й те саме положення, оскільки якщо {\displaystyle {\vec {r}}_{1}={\vec {r}}_{2},} то {\displaystyle \phi _{a}=0.} У випадку, коли {\displaystyle {\vec {r}}_{1}={\vec {r}}_{2}\Rightarrow \phi _{a}\neq 0,} то електрони можуть знаходитися у одній точці.
Нехай електрони знаходяться за одновимірним потенційним бар'єром, який відповідає гармонічним коливанням, один з них знаходиться у збудженому стані, а інший в основному. Середній квадрат відстані між електронами дається математичним очікуванням {\displaystyle \langle (x_{2}-x_{1})^{2}\rangle ,} де {\displaystyle x_{1},x_{2}} — координати відповідних електронів. Для одновимірного гармонічного осцилятора власні стани енергії {\displaystyle |n\rangle } характеризуються власними значеннями {\displaystyle \hbar \omega (n+{\frac {1}{2}}).} Припустімо, один електрон у основному стані ({\displaystyle |0\rangle }), інший — у першому збудженому стані {\displaystyle |1\rangle .} Для електрону у триплетному стані хвильова функція є переставно-антисиметричною
{\displaystyle |\phi _{a}\rangle ={\frac {1}{2}}(|0\rangle _{1}\,|1\rangle _{2}-|1\rangle _{1}\,|0\rangle _{2}),}
а для синглетного симетричною
{\displaystyle |\phi _{s}\rangle ={\frac {1}{2}}(|0\rangle _{1}\,|1\rangle _{2}+|1\rangle _{1}\,|0\rangle _{2}).}
Усереднений квадрат відстані між електронами (якщо виразити оператори координати через підвищуючі й понижуючі оператори для відповідних електронів)
{\displaystyle {\hat {x}}_{i}={\sqrt {\frac {\hbar }{2m\omega }}}({\hat {a}}_{i}+{\hat {a}}_{i}^{\dagger }),}
де
{\displaystyle {\hat {a}}_{i}|n\rangle _{i}={\sqrt {n}}|n-1\rangle _{i},}
{\displaystyle {\hat {a}}^{\dagger }|n\rangle _{i}={\sqrt {n+1}}|n+1\rangle _{i}.}
Відповідно для оператора відстані квадрат різниці
{\displaystyle ({\hat {x}}_{1}-{\hat {x}}_{2})^{2}={\hat {x}}_{1}^{2}-2{\hat {x}}_{1}{\hat {x}}_{2}+{\hat {x}}_{2}^{2},}
де
{\displaystyle {\hat {x}}_{i}^{2}={\frac {\hbar }{2m\omega }}({\hat {a}}_{i}{\hat {a}}_{i}+{\hat {a}}_{i}^{\dagger }{\hat {a}}_{i}+{\hat {a}}_{i}{\hat {a}}_{i}^{\dagger }+{\hat {a}}_{i}^{\dagger }{\hat {a}}_{i}^{\dagger }),}
{\displaystyle {\hat {x}}_{1}{\hat {x}}_{2}={\frac {\hbar }{2m\omega }}({\hat {a}}_{1}{\hat {a}}_{2}+{\hat {a}}_{1}^{\dagger }{\hat {a}}_{2}+{\hat {a}}_{1}{\hat {a}}_{2}^{\dagger }+{\hat {a}}_{1}^{\dagger }{\hat {a}}_{2}^{\dagger }).}
Таким чином, для триплету мат. очікування
{\displaystyle \langle (x_{2}-x_{1})^{2}\rangle ={\frac {3\hbar }{m\omega }},}
для синглету
{\displaystyle \langle (x_{2}-x_{1})^{2}\rangle ={\frac {\hbar }{m\omega }}.}
Електрони у триплетних спінових станах розташовуються далі, ніж у синглетних станах.

## Властивості
Обмінна взаємодія залежить від того, наскільки перекриваються хвильові функції електронних станів. Якщо стани з хвильовими функціями {\displaystyle \phi _{1}} і {\displaystyle \phi _{2}} описують електрони поблизу двох різних атомів, то обмінна взаємодія здебільшого зменшується з віддалю між атомами за експоненційним законом.